# (6322) 1991 CQ
(6322) 1991 CQ est un astéroïde de la ceinture principale aréocroiseur découvert en 1991.

## Description
(6322) 1991 CQ a été découvert le 10 février 1991 à l'observatoire de Siding Spring, situé près de Coonabarabran, en Nouvelle-Galles du Sud, en Australie, par R. H. McNaught.

### Caractéristiques orbitales
L'orbite de cet astéroïde est caractérisée par un demi-grand axe de 2,52 UA, un périhélie de 1,33 UA, une excentricité de 0,47 et une inclinaison de 28,31° par rapport à l'écliptique. Du fait de ces caractéristiques, à savoir un demi-grand axe inférieur à 3,2 UA et un périhélie compris entre 1,3 et 1,666 UA, il croise l'orbite de Mars et est classé, selon la JPL Small-Body Database, comme astéroïde aréocroiseur (aréo venant de Arès).

### Caractéristiques physiques
(6322) 1991 CQ a une magnitude absolue (H) de 16,2 et un albédo estimé à 0,351.